# Бедуини
Бедуини (наименованието произлиза от арабското badawī, بدوي) обикновено са наричани арабските номадски групи, намиращи се в по-голямата част на пустинния пояс, простиращ се от атлантическото крайбрежие на Сахара през Западната пустиня, Синай и Негев до източното крайбрежие на Арабската пустиня. Понякога така се наричат и неарабски групи, особено Беджа от африканското крайбрежие на Червено море. „Бедуин“ е и общо название за обитател на пустинята.

## Промени в начина на живот
От 1950-те и 1960-те години много бедуини започват да изоставят традиционния си номадски начин на живот, за да работят в градовете в Близкия изток, особено след като пасищата намаляват и населението се увеличава. В Сирия например бедуинският начин на живот на практика изчезва по време на силна суша от 1958 до 1961 г., която принуждава много бедуини да изоставят пастирството и да си намерят някаква работа. По подобен начин правителствената политика в Египет, нефтодобивът в Либия и Персийския залив и желанието за по-висок жизнен стандарт водят до това, че повечето бедуини сега са улегнали граждани на различни нации, а не пастири и земеделци-номади.

## Традиционна култура
Бедуините по традиция са били разделени на взаимосвързани племена, всяко от които било водено от шейх. Те отглеждали камили, овце и кози, яздейки високо ценените си коне и придвижвайки се със сезоните в търсене на пасища. В продължение на векове и в ранния 20 век бедуините са били известни със силната си съпротива срещу всяко външно управление или влияние.

## Племена и групи
Има много бедуински племена, но общият брой на бедуините често е труден за определяне, особено когато много бедуини са изоставили номадския или полу-номадски живот и са се присъединили към останалото население. Ето някои от племената и исторически данни за техния брой.
- Руала живеят в Саудитска Арабия, но са разпръснати през Йордания до Сирия и Ирак. През 1970-те години според Ланкастър има 250 000 – 500 000 руала.
- Аулад али живеят в Египет и Киреника. През 1971 г. Мохсен оценява, че има около 100 000 представители на това племе в пустинята.
- Бдул бедуин живеят около Петра в Йордания.
- Амарин в северната част на Петра.
- Хоуейтат в Уади Араба, Йордания.
- Бени сахр в Сирия и Йордания.
- Ал Мурах в Саудитска Арабия.
- Сардиях в Йордания.
- Бени халид в Йордания, Израел, Палестинските територии и Сирия.
- Анайзах.
- Шамар в Саудитска Арабия.
- Багара в Судан и Чад.
- Кадафа в Централна Либия.
- Чамба в Алжир.
- Бени хасан в Мавритания.